# 리세 샤를마뉴
리세 샤를마뉴(lycée Charlemagne)는 파리 4구 카르티에 마레에 위치한 프랑스의 공립 중등ㆍ고등 교육 기관이다.
리세 샤를마뉴 건물은 일드프랑스 지역의회와 파리 시의회의 결정에 따라 1993년 개보수되었다.
현 학교 대문은 생탕투안 가 101번지를 입구로 두고 있는, 샤를마뉴 가에서 학교로 들어오는 것을 막고 있는 건물을 없애고자 한 17세기의 계획에서부터 만들어졌다.